# Faktoralgebra
Koncept faktoralgebry je vyrobit z nosné množiny původní algebry hrubší objekt se stejnou strukturou. Formálně faktoralgebru tvoří vhodná ekvivalence {\displaystyle \sim \,\!} na nosné množině algebry {\displaystyle A\,\!}, nosná množina faktoralgebry se pak bude skládat z bloků ekvivalence {\displaystyle A/\sim \,\!}.
Faktoralgebry odpovídají homomorfním obrazům algeber a jsou zobecněním faktorgrupy a faktorokruhu.

## Definice
Nechť je {\displaystyle A=(A,F)\,\!} algebra. Ekvivalence {\displaystyle \sim \,\!} na {\displaystyle A\,\!} se nazývá kongruence algebry pokud:
- Pro každou operaci {\displaystyle F_{A}\,\!} a {\displaystyle a_{1}\sim b_{1},...,a_{ar(F_{A})}\sim b_{ar(F_{A})}\,\!} platí {\displaystyle F_{A}(a_{1},...,a_{ar(F_{A})})\sim F_{A}(b_{1},...,b_{ar(F_{A})})\,\!}

Operace faktoralgebry {\displaystyle B=(A/\sim ,G)\,\!} pak definujeme na blocích ekvivalence takto:
- Pro každé {\displaystyle F_{A}\,\!} a {\displaystyle a_{1},...,a_{ar(F_{A})}\in A\,\!} je {\displaystyle G_{A}([a_{1}],...,[a_{ar(F_{A})}])\sim [F_{A}(a_{1},...,a_{ar(F_{A})})]\,\!}

Jinak řečeno, prvky bloku ekvivalence jsou z hlediska operací zaměnitelné. Proto si také můžeme z každého bloku zvolit reprezentanta, tím dostaneme množinu reprezentantů, která je izomorfní nosné množině faktoralgebry.

### Vlastnosti
- Faktoralgebra má stejnou signaturu jako původní algebra.
- Kongruence algebry je ekvivalence respektující strukturu algebry.
- Každá algebra ma alespoň dvě nevlastní faktoralgebry definovány kongruencemi:
  - {\displaystyle id=\{(a,a):a\in A\}\,\!}
  - {\displaystyle A\times A=\{(a,b):a\in A\land b\in A\}\,\!}

Tedy ekvivalencí rovnosti a ekvivalencí všech prvků algebry.

### Příklady
Uvažujme relaci {\displaystyle x\sim y\Leftrightarrow x+y\mid 2\,\!} v grupě celých čísel {\displaystyle (\mathbb {Z} ,+,-,0)\,\!}. Ta má zřejmě dva bloky ekvivalence a to sudá a lichá čísla. Nyní je třeba ověřit, že její operace splňují definici faktorgupy. Tedy že:
- pro operaci sčítání {\displaystyle (+)\,\!}: {\displaystyle \forall a_{1}\sim b_{1},a_{2}\sim b_{2}\,\!} platí {\displaystyle a_{1}+a_{2}\sim b_{1}+b_{2}\,\!}
- pro operaci inverze {\displaystyle (-)\,\!}: {\displaystyle \forall a\sim b\,\!} platí {\displaystyle -a\sim -b\,\!}
- konstantni prvek (operace arity 0) se zobrazí na konstantní prvek {\displaystyle 0\sim 0\,\!} (je splněno vždy).

Což jde jednoduše ověřit. Například pro operaci sčítání máme čtyři možnosti {\displaystyle a_{1}\sim b_{1}\,\!} je buď sudé, nebo liché a stejně tak {\displaystyle a_{2}\sim b_{2}\,\!}.
Nosnou množinu faktorgrupy reprezentovat například jako {\displaystyle \{0,1\}\,\!}, neboť {\displaystyle 0\,\!} je reprezentantem sudých čísel a {\displaystyle 1\,\!} je reprezentantem čísel lichých.

Mějme grupu permutací na {\displaystyle n\,\!} prvcích {\displaystyle S_{n}\,\!} a relaci ekvivalence {\displaystyle \pi \sim \sigma \Leftrightarrow sgn(\pi )=sgn(\sigma )\,\!}. Tedy dvě permutace jsou ekvivalentní, pokud mají stejné znaménko. Pak faktoralgebra bude izomorfní s faktoralgebrou v předchozím případě. (Stačí si uvědomit, že inverzní permutace má stejné znaménko, složení permutací má znaménko {\displaystyle sgn(\pi )*sng(\sigma )\,\!}
a nulovým prvkem, je identita.)

## Věta o izomorfismu
Je-li {\displaystyle \varphi :A\rightarrow B\,\!} homomorfismus algeber, pak platí {\displaystyle A/ker(\varphi )\simeq Im(\varphi )\,\!}.
Tedy algebra určená rozkladem nosné množiny algebry {\displaystyle A\,\!} podle jádra homomorfismu {\displaystyle ker(\varphi )\,\!} je isomorfní s obrazem homomorfismu {\displaystyle Im(\varphi )\,\!}.
Myšlenka důkazu:
- Je li {\displaystyle \varphi \,\!} homomorfismus {\displaystyle A\rightarrow B\,\!} pak jádro zobrazení {\displaystyle ker(\varphi )} je kongruence algebry {\displaystyle A\,\!}.
- Je li {\displaystyle \varphi \,\!} homomorfismus {\displaystyle A\rightarrow B\,\!} a {\displaystyle \sim \,\!} kongruence na {\displaystyle A\,\!} taková, že {\displaystyle a\sim b\Rightarrow \varphi (a)=\varphi (b)\,\!}, pak je zobrazení {\displaystyle \psi :A/\sim \rightarrow B,[a]\rightarrow \varphi (a)\,\!} je homomorfismus.
- Pak {\displaystyle A/\ker(\varphi )\rightarrow Im(\psi )=Im(\varphi )\,\!} je prostý a na a je tedy izomorfismem.

Každá kongruence na algebře {\displaystyle \sim \,\!} je tedy jádrem vhodného homomorfismu, ten můžeme sestrojit jako zobrazení z {\displaystyle \varphi :a\rightarrow [a]_{\sim }\,\!}, tedy {\displaystyle A\rightarrow A/\sim \simeq B\,\!}.
Naopak každé jádro homomorfismu {\displaystyle ker(\varphi )\,\!} je kongruence {\displaystyle a\sim b\Leftrightarrow \varphi (a)=\varphi (b)\,\!}.
Dále pak každá faktoralgebra odpovídá obrazu homomorfismu, tedy {\displaystyle A/\sim \simeq Im(\varphi )\,\!} pro {\displaystyle \varphi :A\rightarrow B\simeq A/\sim \,\!}.
A naopak projekce {\displaystyle \psi :A\rightarrow A/\sim \,\!} je homomorfismem pro kongruenci na algebře {\displaystyle \sim \,\!}.

### Příklad
V předchozím případě bychom mohli zvolit homomorfismus zobrazující sudá čísla na prvek {\displaystyle 0} a lichá čísla na prvek {\displaystyle 1}, příslušné operace by byly zadefinovány takto:
- Operace {\displaystyle (+)\,\!}

| + | 0 | 1 |
| 0 | 0 | 1 |
| 1 | 1 | 0 |

- Operace {\displaystyle (-)\,\!}

-0 = 0, -1 = 1
- Operace {\displaystyle 0\,\!}

Konstanta 0 se zobrazí na 0.
Pak jádro homomorfismu bude relace ekvivalence rozdělená na blok sudých a blok lichých čísel a faktoralgebra podle jádra zobrazení bude izomorfní s algebrou určenou obrazem homomorfismu.